# Frankfurter Fürstentag

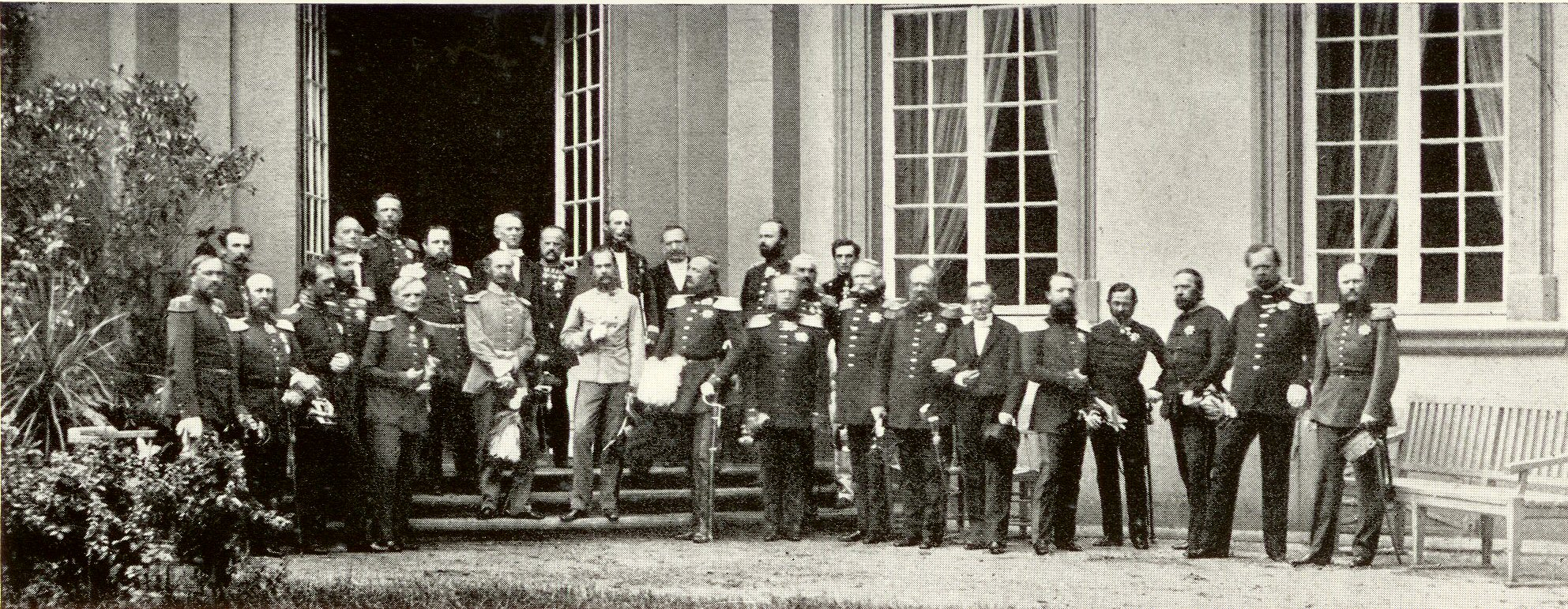
Fotografie mit den Teilnehmern vor dem Palais Thurn und Taxis in Frankfurt. Das Bundespalais war der Sitz des Bundestags.

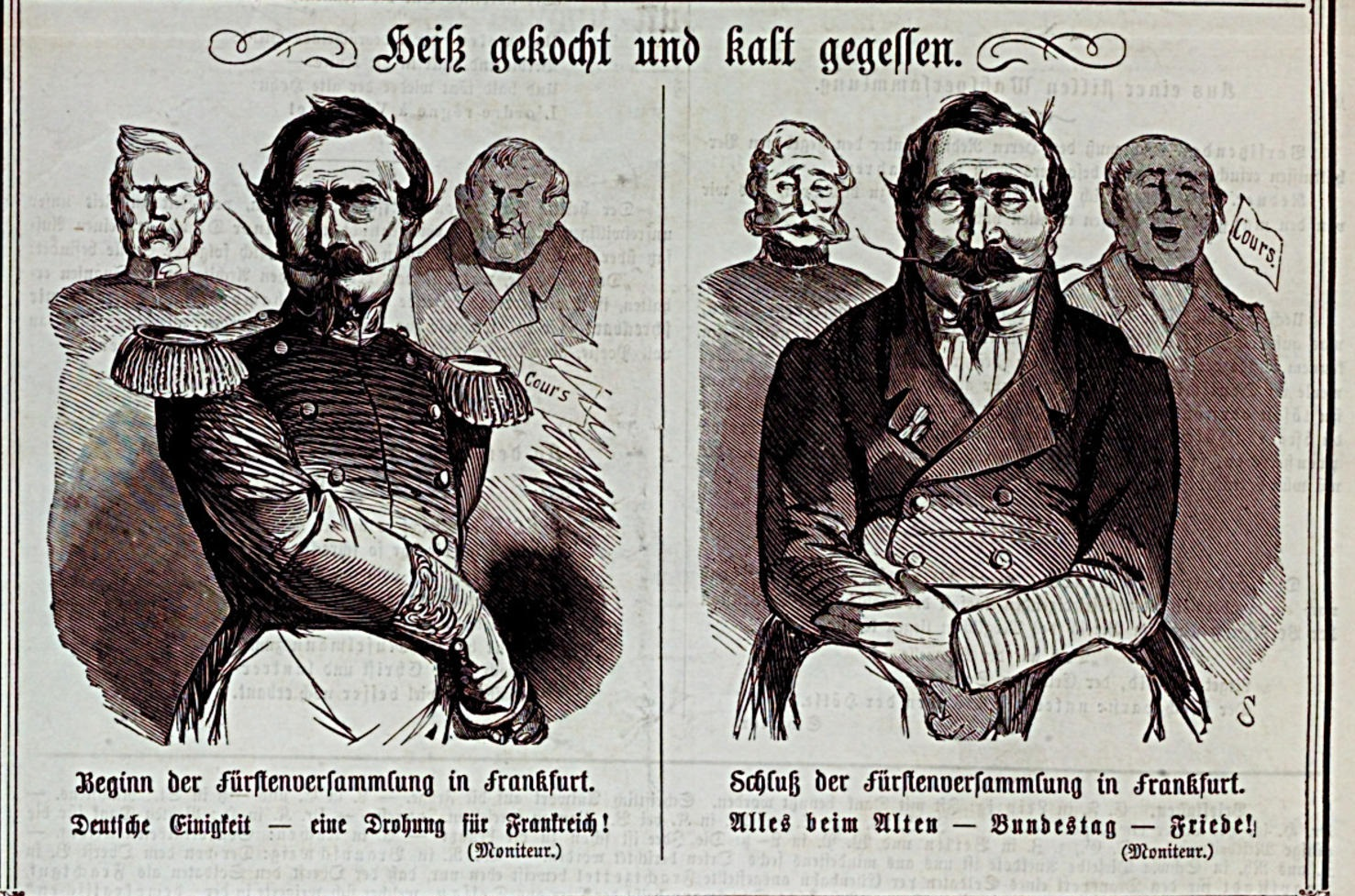
Karikatur des Kladderadatschs am 13. September 1863. Der französische Kaiser ist erfreut darüber, dass in Deutschland alles beim alten bleibt.

Der Frankfurter Fürstentag war eine Versammlung deutscher Fürsten, die über eine Reform des Deutschen Bundes beriet. Sie tagte vom 17. August bis zum 1. September 1863 auf Einladung des österreichischen Kaisers in Frankfurt am Main.
Die österreichischen Vorschläge waren in der Frankfurter Reformakte vom 1. September zusammengefasst, die von den anderen Staaten leicht überarbeitet worden war. Der Bund wäre damit einem Bundesstaat ähnlicher geworden, zum Beispiel durch die Einrichtung eines parlamentarischen Gremiums. Preußen blieb der Versammlung allerdings fern, so dass die übrigen Staaten es nicht wagten, verbindlichen Vereinbarungen zuzustimmen.

## Vorgeschichte

### Österreichisch-preußische Rivalität

Deutschlandkonzepte: Begriffe

Deutschlandkonzepte: Pläne und Verfassungen

Österreich war traditionell die Führungsmacht in Deutschland gewesen. So hatte der österreichische Gesandte im Bundestag auch den Vorsitz. Bis 1848 dominierte Österreich unter Staatskanzler Metternich den Deutschen Bund und spielte auch eine wichtige Rolle in Europa. Mit dem nächstgrößeren deutschen Staat, Preußen, hatte es sich arrangiert. In der ersten Phase des Deutschen Bundes sah der deutsche Dualismus so aus, dass Österreich die wichtigsten Fragen mit Preußen vorbesprach und dann gemeinsam im Bundestag vertrat.
Während der Deutschen Revolution ab 1848 geriet Österreich ins Abseits. Statt einer großdeutschen Lösung mit den bundeseigenen Gebieten Österreichs lief die Entwicklung auf eine kleindeutsche Lösung hinaus. Preußen hingegen schien der Nationalbewegung entgegenzukommen und bemühte sich 1849/1850 sogar um einen eigenen Einigungsversuch, die Erfurter Union. Österreich veröffentlichte einen Großösterreich-Plan, um der Nationalbewegung ein positives Angebot entgegenzusetzen.
Trotz der Einigungspläne endete diese Phase 1850/1851 ohne Ergebnis: Auf den Dresdner Konferenzen verhinderten die mittelgroßen deutschen Staaten wie Bayern und Hannover eine preußisch-österreichische Einigung über ihre Köpfe hinweg, aber auch eine Lösung, in der eine der beiden Großmächte dominiert hätte. Die Dresdner Konferenzen blieben übrigens die einzige Tagung nach 1815, auf der alle deutschen Staaten vertreten waren (in Frankfurt 1863 fehlte Preußen).

### Situation seit 1859

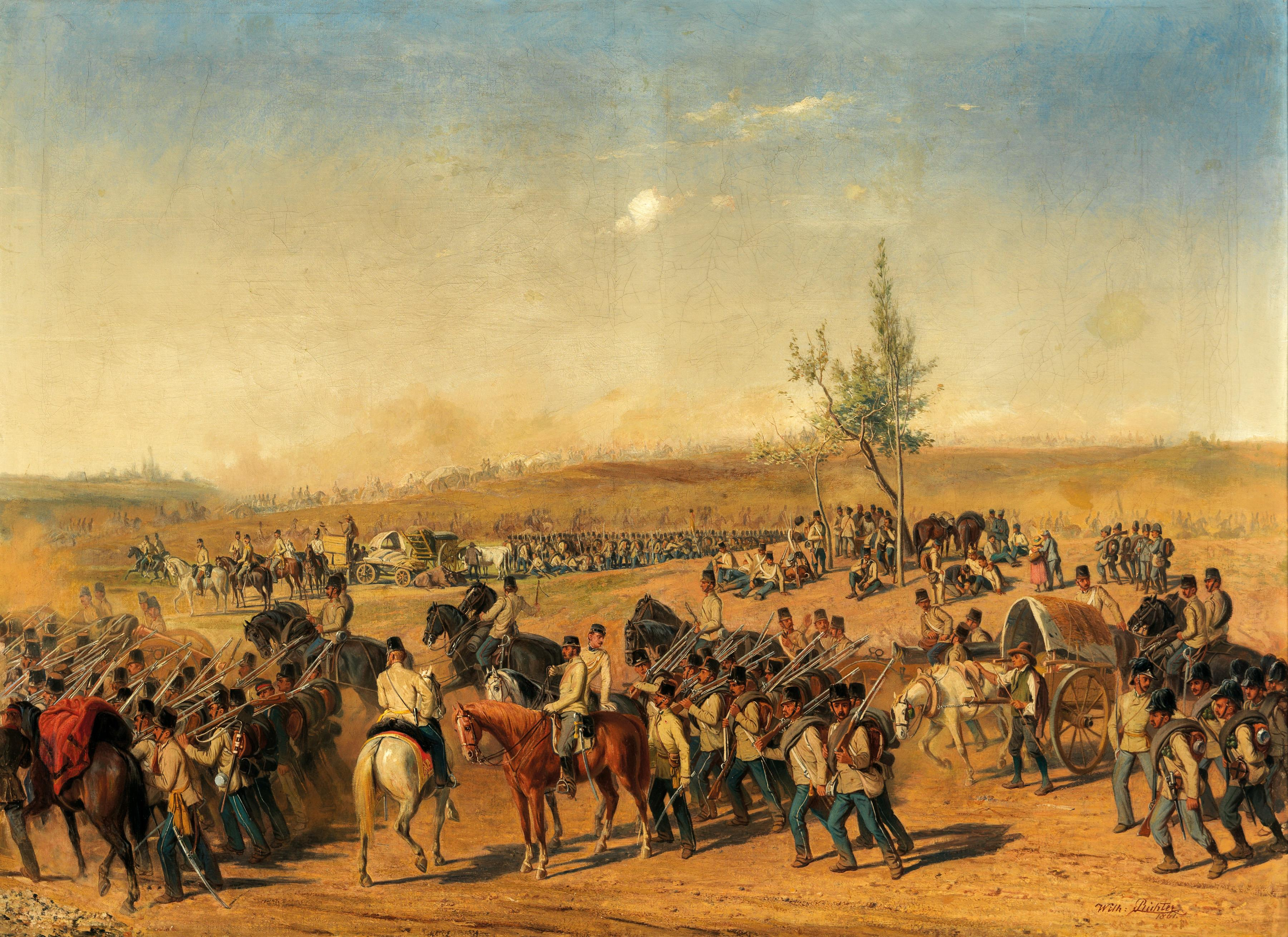
Gemälde von Wilhelm Richter über den Feldzug in Norditalien 1859. Im Sardinischen oder Zweiten Italienischen Unabhängigkeitskrieg kämpfte Sardinien-Piemont mit französischer Unterstützung gegen Österreich.

In der Reaktionsära arbeiteten Österreich und Preußen wieder zusammen. Gegen 1859 kamen allerdings abermals tiefgreifende Konflikte auf ebenso wie erneute Versuche, den Deutschen Bund zu reformieren. Nach dem verlorenen Sardinischen Krieg begann Österreich eine zaghafte Liberalisierung, auch, um deutschlandpolitisch nicht zurückzubleiben.
Nach Verhandlungen im Jahre 1860, um Vorstöße der Mittelstaaten zurückzuweisen, scheiterte eine österreichisch-preußische militärische Allianz Anfang 1861. Österreich wendete sich wieder den Mittelstaaten zu und vereinbarte mit ihnen, jede Bundesreform abzulehnen, die Österreich aus dem Deutschen Bund gedrängt hätte. Preußen blieb aber bei seiner Absicht, Norddeutschland unter preußischer Führung zu einen. Es erkannte 1861 das Königreich Italien an und brachte 1862 einen Zollvertrag zwischen dem Deutschen Zollverein und Frankreich zustande. Spätestens 1863 verstand Österreich, dass es eine konstruktive Bundesreformpolitik betreiben musste, bei der Preußen einbezogen wurde.

### Plan einer Bundes-Delegiertenversammlung
Im August 1862 einigte sich eine Konferenz auf einen Reformantrag im Bundestag. Österreich hatte dazu die Botschafter deutscher Staaten in Wien eingeladen. Vertreten waren schließlich vor allem mittelgroße Staaten, nicht aber Preußen.
Die Konferenz einigte sich auf Delegiertenversammlungen am Bundestag, die anstehende Bundesgesetze beraten sollten. Die Delegierten waren von den Landtagen der deutschen Staaten zu wählen. Außerdem sollte ein Bundesgericht eingesetzt werden. Preußen hingegen wollte ein direkt gewähltes Bundesparlament und drohte mit Austritt aus dem Bund bis hin zum Krieg. Es gelang ihm, genügend Unterstützung zu sammeln. Am 22. Januar 1863 lehnte der Bundestag den Antrag ab. Danach entschloss Österreich sich zu einem zweiten, umfassenderen Reformplan, der am 9. Juli vorlag und im August in Frankfurt den deutschen Fürsten vorgelegt werden sollte.

## Inhalt der Reformakte
Der österreichische Regierungsentwurf wurde auf dem Fürstentag leicht überarbeitet und lag schließlich am 1. September als „Frankfurter Reformakte“ vor. Der Text nahm einige Ideen der vorigen Jahrzehnte auf, beispielsweise aus dem Vierkönigsbündnis von 1850. Österreich wollte den Mittelstaaten entgegenkommen, die ebenfalls einen eigentlichen Bundesstaat ablehnten, aber stärker als Österreich nach einem Ausbau des Deutschen Bundes strebten.
Dazu gehörte die seit langem diskutierte Einrichtung eines Bundesgerichtes. Es hätte unter anderem Streitigkeiten zwischen den Gliedstaaten schlichten sollen. Der Bundestag wurde aufgeteilt in ein Bundesdirektorium (Regierung) für die Exekutive sowie in weitere Organe für die Gesetzgebung. Vor allem aber wurde in der Reformakte der Bundeszweck erweitert, um die Wohlfahrt des deutschen Volkes und eine Vereinheitlichung des Rechts.

## Fürstentag und Scheitern der Reformakte
Der Frankfurter Fürstentag begann am 16. August mit einem Galadiner im Bundespalais und einem Bankett im Römer mit anschließendem Feuerwerk. Über dem Bundespalais wehte die schwarz-rot-goldene Flagge. Bei der Eröffnung fehlte König Wilhelm I. von Preußen, der sich in Baden-Baden aufhielt. Franz Joseph von Österreich hatte ihn am 3. August 1863 in Gastein aufgesucht und mündlich eingeladen. Wilhelm forderte eine vorher stattfindende Konferenz der Außenminister. Ministerpräsident Bismarck bemühte sich, ihn von einer Teilnahme abzuhalten. Kurz nach dem Gespräch zwischen Franz Joseph und Wilhelm übergab ein kaiserlicher Flügeladjutant das formelle Einladungsschreiben, worauf Bismarck seinen König zur Absage überreden konnte.

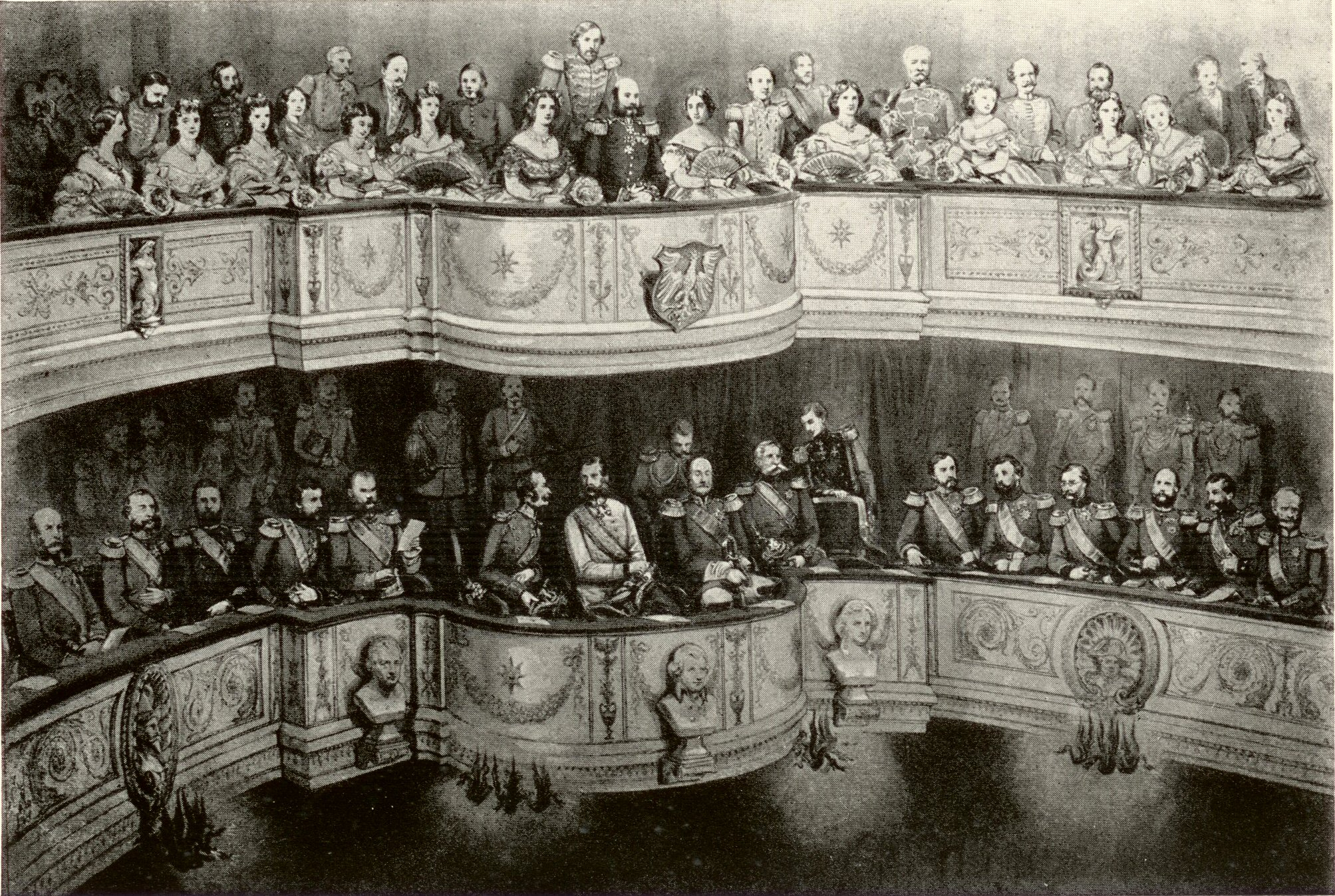
Theaterbesuch im Frankfurter Stadttheater

Am 18. August begannen die Beratungen mit der Vorlage der österreichischen Vorschläge zur Reform des Deutschen Bundes. Nach der Eingangsrede des Kaisers schlug der Großherzog von Mecklenburg-Schwerin vor, eine Delegation zu Wilhelm zu schicken, um ihn mit einem Schreiben aller Beteiligten doch noch zur Teilnahme zu bewegen. Daraufhin fuhr König Johann von Sachsen, begleitet von seinem Ministerpräsidenten Friedrich von Beust, am 19. August mit einem Sonderzug nach Baden-Baden. Die Verhandlungen im Plenum wurden für diese Zeit unterbrochen.
Wilhelm befand sich in Begleitung seiner Frau Augusta und seiner Tochter Luise, die gegen Bismarck Partei ergriffen. Als Johann von Sachsen am 20. August vorsprach, konnte Bismarck Wilhelm erst im Nachhinein mit Mühe überzeugen, dem Fürstentag fernzubleiben. Wilhelm erlitt einen Nervenanfall, formulierte aber eine schriftliche Absage.
Die anderen Teilnehmer des Fürstentages wollten sich ohne eine eindeutige Stellungnahme der Großmacht Preußen nicht festlegen. Es kam unweigerlich zu einem Ende der Verhandlungen. Der österreichische Reformplan für den Deutschen Bund war damit gescheitert.
Während des Fürstentages versammelte sich am 21. und 22. August auch ein Abgeordnetentag. Diese dreihundert Mitglieder von Landesparlamenten hielten die Reformakte für nicht weitgehend genug und bekannten sich zur Frankfurter Reichsverfassung von 1849. Vor allem die Presse in Preußen war gegen die Reformakte, ebenso wie der deutsche Juristentag in Mainz und der Deutsche Nationalverein. Selbst der großdeutsche Deutsche Reformverein sah die Reformakte allenfalls als Grundlage für die Erneuerung des Bundes an.

## Teilnehmer
Die Teilnehmer des Fürstentags waren entsprechend dem Abschlussfoto:
1. Ernst II., Herzog von Sachsen-Coburg und Gotha
2. Friedrich, Erbprinz von Anhalt
3. Friedrich Franz II., Großherzog von Mecklenburg-Schwerin
4. Friedrich Wilhelm II., Großherzog von Mecklenburg-Strelitz
5. Adolf I. Georg, Fürst von Schaumburg-Lippe
6. Samuel Gottlieb Müller, Bürgermeister der Freien Stadt Frankfurt
7. Karl Alexander, Großherzog von Sachsen-Weimar-Eisenach
8. König Johann von Sachsen
9. Peter II., Großherzog von Oldenburg
10. König Maximilian II. von Bayern
11. Karl Ludwig Roeck, Bürgermeister von Lübeck
12. Heinrich LXVII., Fürst von Reuß jüngere Linie
13. Kaiser Franz Joseph von Österreich
14. Wilhelm Friedrich Heinrich von Oranien-Nassau, Prinz der Niederlande (für Luxemburg)
15. Nicolaus Ferdinand Haller, Bürgermeister von Hamburg
16. König Georg V. von Hannover
17. Georg Viktor, Fürst von Waldeck-Pyrmont
18. Kurfürst Friedrich Wilhelm I. von Hessen-Kassel
19. Friedrich Günther, Fürst von Schwarzburg-Rudolstadt
20. Johann II., Fürst von Liechtenstein
21. Bernhard II., Herzog von Sachsen-Meiningen
22. Günther Friedrich Carl II., Fürst von Schwarzburg-Sondershausen
23. Arnold Duckwitz, Bürgermeister von Bremen
24. Großherzog Friedrich von Baden
25. Adolph, Herzog von Nassau
26. Wilhelm, Herzog von Braunschweig
27. Ludwig III., Großherzog von Hessen-Darmstadt
28. Karl (Württemberg), Kronprinz von Württemberg

## Belege
1. ↑  Jürgen Angelow: Der Deutsche Bund. Wissenschaftliche Buchgesellschaft, Darmstadt 2003, S. 95.
2. ↑  Michael Kotulla: Deutsche Verfassungsgeschichte. Vom Alten Reich bis Weimar (1495–1934). Springer, Berlin 2008, S. 469/470.
3. ↑  Ernst Rudolf Huber: Deutsche Verfassungsgeschichte seit 1789. Band III: Bismarck und das Reich. 3. Auflage, W. Kohlhammer, Stuttgart u. a. 1988, S. 416–420.
4. ↑  Heinrich Lutz: Die Deutschen und ihre Nation - Zwischen Habsburg und Preußen - Deutschland 1815 - 1866. Siedler Verlag 1985, S. 444/445.
5. ↑  Ernst Rudolf Huber: Deutsche Verfassungsgeschichte seit 1789. Band III: Bismarck und das Reich. 3. Auflage, W. Kohlhammer, Stuttgart u. a. 1988, S. 426.